# Wysocin (Mazovie)
Pour les articles homonymes, voir Wysocin.
Wysocin (prononciation : [vɨˈsɔt͡ɕin]) est un village polonais de la gmina de Przyłęk dans le powiat de Zwoleń de la voïvodie de Mazovie dans le centre-est de la Pologne.
Il se situe à environ 5 kilomètres à l'ouest de Przyłęk (siège de la gmina), 9 kilomètres au sud-est de Zwoleń (siège du powiat) et 111 kilomètres au sud-est de Varsovie (capitale de la Pologne).

## Histoire
De 1975 à 1998, le village appartenait administrativement à la voïvodie de Radom.